# David Holston
David Holston (* 26. Januar 1986 in Pontiac, Michigan) ist ein US-amerikanischer Basketballspieler. Der für einen Berufsbasketballspieler vergleichsweise kleine Holston spielt seit dem Ende seines Studiums in seinem Heimatland 2009 als Profi in Europa. Er stand drei Jahre bei den Artland Dragons in der deutschen Bundesliga unter Vertrag.

## Karriere
Holston bekam nach dem Abschluss an der Avondale High School in seiner Heimatstadt kein Sportstipendium und begann 2004 ein Studium an der Chicago State University. Deren Basketballmannschaft Cougars, für die Holston ab 2005 in Meisterschaftsspielen auflief, schied 2006 aus der Mid-Continent Conference aus und bildete bis 2009 eine unabhängige Mannschaft innerhalb der ersten Division der NCAA. Holston verhalf der Mannschaft 2009 zu ihrer erst dritten positiven Saisonbilanz mit mehr Siegen als Niederlagen in ihrer damals 25-jährigen Zugehörigkeit zu der Division I der NCAA und der ersten seit 1986. Holston selbst war mit 27,7 Punkten pro Spiel in der Spielzeit 2008/09 der zweitbeste Spieler in dieser Kategorie in der gesamten Division I und mit 450 erfolgreichen Dreipunktwürfen in seiner Collegelaufbahn der zweitbeste Spieler jemals in der Geschichte der Division I. Diese Rekorde verhalfen Holston und der ansonsten unbeachteten Collegemannschaft zu medialer Aufmerksamkeit und machten Holston nach Aussage seines Trainers zum Gesicht der Basketballmannschaft dieser Hochschule. Trotz Einladungen zu Sichtungsveranstaltungen von Klubs der NBA wie den Chicago Bulls reichte dies aber nicht aus, um Holston, der rund 20 bis 25 cm kleiner an Körpergröße ist als durchschnittliche professionelle Spieler auf seiner Spielposition, einen Profivertrag in der NBA zu verschaffen.
Holston begann daher 2009 seine professionelle Karriere in Europa bei Pınar Karşıyaka aus Izmir in der Türkiye Basketbol Ligi.  Der Verein erreichte in den folgenden beiden Spielzeiten zweimal die Play-offs um die türkische Meisterschaft, in denen man jeweils in der ersten Runde ausschied. Im europäischen Vereinswettbewerb EuroChallenge schied man 2011 im Viertelfinale gegen den russischen Vertreter BK Spartak Sankt Petersburg aus. Die gleiche Runde erreichte er eine Spielzeit später mit seinem neuen Verein Artland Dragons, wo gegen den späteren Titelgewinner Beşiktaş Milangaz Endstation war. In der Bundesliga-Spielzeit 2011/12 schied der Artländer Verein zum zweiten Mal in Folge im Halbfinale um die deutsche Meisterschaft gegen den Titelverteidiger Brose Baskets Bamberg aus, gegen die man auch im BBL-Pokal 2012 ausgeschieden war. Für die Spielzeit 2012/13 kehrte Holston dann in die Türkei zurück und unterschrieb im südostanatolischen Mersin einen Vertrag beim dortigen Basketballverein. Nach einem Jahr ging er jedoch wieder nach Deutschland zurück und schloss sich zur Saison 2013/2014 erneut den Artland Dragons an. Dort erhielt er einen Vertrag bis 2015. Anfang Mai 2015 zogen sich die Quakenbrücker aus dem Profi-Basketball zurück.
Holston wechselte nach Frankreich. Bei Jeanne d’Arc Dijon Bourgogne wurde der US-Amerikaner jahrelange Stammkraft. 2017 verließ er Dijon kurz, um im türkischen Samsun zu spielen. Im Januar 2018 ging er nach Dijon zurück. Im Spieljahr 2018/19 erhielt er die Auszeichnung als bester Spieler der französischen Liga. 2020 siegte Holston mit Dijon im Endspiel des Ligapokals Leaders Cup und wurde in der Champions League Gesamtdritter. 2024 gewann er mit der Mannschaft den französischen Pokalwettbewerb.